# Бекем (округ)
Округ Бекем — округ в штате Оклахома, США. Население округа на 2000 год составляло 19 799 человек. Административный центр округа — город Сэр.

## География
Округ имеет общую площадь 2342 км², из которых 2336 км² приходится на сушу и 6 км² (0,26 %) на воду.

### Основные автомагистрали
- Межштатная автомагистраль 40
- Автомагистраль 283

### Соседние округа
- Роджер-Милс (север)
- Кастер (северо-восток)
- Уошито (восток)
- Кайова (юго-восток)
- Грир (юг)
- Хармон (юго-запад)
- Коллингсуорт, Техас (запад)
- Уилер, Техас (северо-запад)

### Населённые пункты
- Картер
- Элк-Сити
- Эрик
- Хекст
- Сэр
- Техола